# 405 a. C.
El año 405 a. C. fue un año del calendario romano prejuliano. En el Imperio romano se conocía como el Año del Tribunado de Barbado, Capitolino, Cincinato, Medulino, Yulo y Mamercino (o menos frecuentemente, año 349 Ab urbe condita).

## Acontecimientos

### Grecia
- Batalla de Egospótamos: La flota espartana al mando de Lisandro vence definitivamente a la ateniense al mando de Conón. Posteriormente bloquea El Pireo, logrando finalmente la rendición de Atenas, con lo que se pone fin a la guerra del Peloponeso.
- Continúa la primera inflación registrada por la historia: se inicia en el año 407 a. C. cuando los espartanos liberan a 20 000 esclavos de las minas de plata atenienses de Laurión, y para pagarles emiten en 406 y 405 a. C. gran cantidad de monedas de bronce que sumado a la nueva demanda provoca inflación y escasez.

### Magna Grecia
- Fin de la I Guerra contra Cartago (409-405 a. C.). El rápido avance de los cartagineses comandados por el general Himilcón II, la destrucción de la colonia griega de Gela y la evacuación de Camarina, situadas en la costa meridional de Sicilia, entre Agrigento y Siracusa, provocan un levantamiento en esta última. Se hace con el poder Dionisio I, quien hará la paz con Cartago, será tirano de Siracusa del 405 al 367 a. C. y la convertirá en la ciudad griega más poderosa.

### Roma
- Marco Furio Camilo, como parte de su reforma de la legión y en guerra con la ciudad etrusca de Veyes establece el stipendium (soldada)
- Vegecio mencionó en su obra “Epitoma rei Militaris” la existencia de un carruaje empujado por el viento.

### Mesoamérica
- Con el fin de la cultura Olmeca (1200-400 a. C.) -su ciudad de La Venta será destruida por estos años-, se acerca al final del llamado Periodo pre-clásico (1500 a. C.-300 d. C.)

## Nacimientos
- Eubulo, orador y político ateniense (m. 335 a. C.)

## Fallecimientos
- Sófocles (495-405/6 a. C.; fecha aproximada) autor de obras como Antígona o Edipo rey y de Eurípides (480-405/6 a. C.), autor de Medea, Electra, Las Bacantes, etc., dos de los más grandes poetas trágicos griegos.
- Arquéstrato, estratega ateniense, quien sucedió a Alcibíades en el mando de la escuadra ateniense después de la batalla de Notio (406 a. C.)
- Darío II (423 a. C. - 405/4 a. C.; fecha aproximada), llamado Oco, Rey de Persia de la dinastía aqueménida, sucesor de Sogdiano y predecesor de Artajerjes II. Persia continuará siendo el mayor imperio sobre la tierra, pero a la muerte de Darío II se suceden sublevaciones en Media y en Egipto. Esta última finalmente triunfa, poniendo fin a la primera ocupación persa (XXVII Dinastía) y dando origen a la XXVIII Dinastía del faraón Amirteo.
- Aníbal Magón, general cartaginés. Es sucedido por su pariente Himilcón II
- Aman-nete-yerike (431-405 a. C.), Rey de Kush (Nubia). Lo sucede Baskakeren (405-404 a. C.).
- Helánico de Lesbos, logógrafo griego (n. 490 a. C.).

## Arte y literatura
- Aristófanes estrena la sátira Las ranas en las fiestas de las Leneas
- Representación póstuma de Las bacantes de Eurípides , alzándose con el primer premio en las fiestas de las Dionisias.
- Se finaliza la construcción del Erecteión, un templo jónico iniciado hacia el 421 a. C. en la Acrópolis de Atenas